# Rio Prêto (vattendrag i Brasilien, Paraná)
Rio Prêto är ett vattendrag i Brasilien.   Det ligger i delstaten Paraná, i den södra delen av landet, 1 100 km söder om huvudstaden Brasília.
I omgivningen kring Rio Prêto växer i huvudsak städsegrön lövskog. Området är ganska glesbefolkat, med 27 invånare per kvadratkilometer.